# 타라파카주

타라파카 주의 위치

타라파카주(스페인어: I Región de Tarapacá)는 칠레 북부에 위치한 주로 주도는 이키케이며 면적은 41,799.5km2, 인구는 295,095명(2012년 기준)이다.
북쪽으로는 아리카 이 파리나코타 주, 서쪽으로는 태평양, 남쪽으로는 안토파가스타 주와 접하며 동쪽으로는 볼리비아와 국경을 접한다. 2개 현(이키케 현, 타마루갈 현)을 관할한다. 

주기
주 문장

## 역사
볼리비아 영토였으나 아타카마 사막의 초석을 두고 벌어진 태평양 전쟁(1879~1884) 때 페루와 볼리비아를 무찌르고 현재 북부 지역을 얻었다.